# Стурторьет
Стурторьет (швед. Stortorget [stuːrtɔrjɛt] Большая площадь) — старейшая площадь в историческом центре Стокгольма в районе Гамла Стан. В XII веке на месте площади располагался городской рынок, а также главные источники питьевой воды; сегодня она является центром города.
Площадь появилась вскоре после основания Стокгольма (между 1187 и 1252 годами). Первое упоминание нынешнего названия найдено в документе 1420 года, ранее она называлась «Bytorget», или просто «Torget» (площадь). К началу XVI века площадь была важнейшей в городе и служила центром торговой и административной деятельности.
В ноябре 1520 года на площади были казнены многие представители местной знати — противники датского короля Кристиана II, в ходе событий, известных как «Стокгольмская кровавая баня». В 1575 году здесь была открыта первая в Швеции аптека.
На площади расположено здание биржи, которое занимают Шведская академия и Музей Нобелевской премии. Здесь же начинается старейшая улица Стокгольма — Köpmangatan.